# Opoziția de dreapta
Opoziția de dreapta a fost numele dat tendinței politice manifestate în cadrul Partidului Comunist al Uniunii Sovietice, al cărui reprezentanți principali au fost Nicolai Buharin și Alexei Rîkov. A fost numele dat de asemenea criticilor din "aripii de dreapta" din cadrul mișcării comuniste internaționale, în mod particular în cazul acelora care s-au coagulat în Opoziția Comunistă Internațională. Trebuie reținut că prin opoziție de dreapta se înțelege poziția acestei mișcări față de alte mișcări comuniste internaționale din spectrul tradițional. Relativ la curentul politic general comunist, opoziția de dreapta rămâne ferm antrenată în curentul de stânga. 

### Apariția opoziției de dreapta
Lupta pentru putere în Uniunea Sovietică după moartea lui Lenin a generat trei mari tendințe în cadrul Partidului Comunist al Uniunii Sovietice. Acestea au fost descrise de Lev Troțki ca fiind de dreapta, de centru și de stânga, fiecare bazate pe o clasă specifică sau pe un grup de interese. Troțki a afirmat că tendința lui, aceea a opoziției de stânga, reprezenta tradițiile internaționaliste ale clasei muncitoare. Tendința condusă de Stalin a fost descrisă ca fiind de centru, bazată pe birocrația de partid și de stat, având tendința să schimbe alianțele între stânga și dreapta. Tendința de dreapta a fost identificată cu gruparea lui Buharin și Rîkov. S-a spus că aceștia ar fi reprezentat interesele țăranilor și ar fi fost primejdioși, deoarece aveau tendința de restaurare a capitalismului. 
S-a spus mai târziu că aceste trei tendințe, (o "stângă" muncitorească, un "centru" birocratic și o "dreaptă" tărănească), au putut fi găsite în mai toate partidele comuniste importante din întreaga lume. Practic, în fiecare secțiune a Internaționalei Comuniste (Comintern) s-a găsit o "aripă de stânga" troțkistă sprijinitoare a revoluției mondiale, tot așa cum existau sprijinitori ai stalinismului și ai teoriei socialismului într-o singură țară. O "aripă de dreapta" s-a dezvoltat numai într-o mică parte a partidelor comuniste, iar acolo unde a apărut, ea s-a aflat în contradicție cu cele de "stânga" și de "centru". Această situație a apărut deoarece tendințele de dreapta nu erau critice la adresa Cominternului sau la adresa regimului stalinist, ci doar la adresa propriilor lideri ai partidelor comuniste. 
Este greu de afirmat că toate "opozițiile de dreapta" pot fi considerate ca o tendința internațională unitară, de vreme ce erau interesate doar de problemele din țările lor și din partidele lor. De aceea, opoziția de dreapta a fost mult mai fragmentată decât cea de stânga. Mai trebui spus însă că diferitele facțiuni ale opoziției de dreapta s-au grupat pentru a forma Opoziția Comunistă Internațională (OCI).

### Soarta opoziției de dreapta din Uniunea Sovietică
Stalin și facțiunea lui de "centru" au fost la început aliații lui Buharin și ai opoziției de dreapta, luptând împreună pentru înfrângerea lui Troțki și a stângii. După ce Troțki a fost îndepărtat din lupta pentru putere, iar stângiștii lui au fost marginalizați, Stalin și-a atacat foștii aliați. Buharin și membrii facțiunii de dreapta au fost la rândul lor marginalizați și îndepărtați din cele mai influente poziții din rândul partidului comunist și ale guvernului sovietic. 
Buharin a fost izolat de aliații lui internaționali și, odată cu creșterea intensității represiunii staliniste, a fost incapabil să lupte împotriva fostului său aliat. Spre deosebire de Troțki, care reușise să înjghebeze o mișcare antistalinistă, Buharin și tovarășii lui de drum au capitulat și și-au recunoscut "erorile lor ideologice". Ei au fost reabilitați pentru o scurtă perioadă de timp, (deși nici unul nu s-a întors în fostele lor funcții, ci au fost ținuți în posturi mărunte), pentru a fi în sfârșit eliminați fizic în timpul Marii Epurări.

### Fondarea Opoziției Comuniste Internaționale (OCI)
Diferitele grupuri ale opoziției de dreapta aliate cu Buharin în interiorul Cominternului au fost forțate să-și formeze propria lor organizație, dar au fost în schimb epurați din secțiunile naționale ale orhanizației comuniste internaționale. În Europa, cel mai important și mai numeros grup dintre aceste organizații a fost Opoziția Partidului Comunist (KPO) din Germania, condusă de Heinrich Brandler. În Statele Unite ale Americii, Jay Lovestone, Bertram Wolfe și sprijinitorii lor au fondat Partidul Comunist (Opoziția) – PC(O) și au publicat ziarul Workers Age. În Canada, Liga de Educație Marxistă a fost formată ca secțiune a PC(O) și a devenit afiliată la Cooperative Commonwealth Federation. Totuși, până la sfârșitul anului 1939, amândouă aceste organizații, atât cea din Toronto, cât și cea din Montreal, aui dispărut. 
În câteva locuri, grupurile comuniste afiliate la OCI au reușit să aibă succese mai importante decât cele afiliate la Cominternul stalinist. De exemplu, în Suedia, Partidul Socialist afiliat la OCI a câștigat 5,7% din voturile din alegerile din 1935 pentru Riksdag, depăsind secția locală a Cominternului, care a primit numai 3,9% din voturi. 
În Spania, Bloque Obrero y Campesino (BOC) condus de Joaquin Maurin, afiliat la OCI, a fost pentru o vreme mai mare și mai important decât Partidul Comunist Spaniol oficial. Mai târziu, BOC a fuzionat cu organizația condusă de Andres Nin – Izquierda Comunista în 1935, pentru a forma POUM, care a fost cel mai important partid sprijinitor al celei de-a doua republică spaniolă în timpul războiului civil. Maurin a devenit Secretar General al POUM, dar a fost arestat la începutul războiului civil. Ca urmare, Nin, un fost troțkist, a devenit noul conducător al POUM. 
Per total, OCI a avut partide membre în 15 țări în timpul deceniului patru al secolului al XX-lea. Totuși, OCI și partidele afiliate nu se considerau membri ai unei noi Internaționale, ci doar o facțiune care a fost exclusă din Comintern împotriva voinței ei. OCI permitea membrilor săi să apere propriile poziții așa cum credeau aceștia de cuviință.
În ciuda faptului că au fost identificați cu Buharin, OCI sprijinea în mare parte politicile economice staliniste, (cărora Buharin li se opusese), așa cum erau planurile cincinale, concepute pentru industrializarea rapidă a țării, sau cum a fost colectivizarea agriculturii. Mai mult de atât, ei au sprijinit prima fază a proceselor de la Moscova. Principalele diferențe față politica lui Stalin și a Cominternului erau cele care priveau democrația internă din Internaționala Comunistă, rolul conducător pe care și-l aroga Partidul Comunist al Uniunii Sovietice în cadrul organizației și a secțiunilor naționale, dar și politica internă stalinistă, în mod special politica Frontului Popular. 
În plus, când Procesele de la Moscova au intrat în a doua lor fază și Buharin și sprijinitorii lui au fost cei judecați, au apăruit discuții în interiorul OCI asupra alegerii opoziției în interiorul Cominternului versus crearea unei noi Internaționale, care să rivalizeze cu cea stalinistă, așa cum a făcut Troțki cu a sa Internațională a patra.

### Sfârșitul opoziției de dreapta
În februarie 1938, la Congresul Revoluționar Socialist de la Paris, Opoziția Comunistă Internațională și Centrul Marxist Revoluționar Internațional din Londra, (condus de Partidul Laburist Independent Britanic) a organizat Biroul Internațional pentru Unitate Revoluționară Socialistă. BIURS era o organizație eclectică de centru. "Centrismul" se referă la faptul că membrii blocului gravitau undeva între social democrație și comunismul revoluționar. Acestea erau problemele ideologice cu care se confruntau sprijinitorii lui Buharin, în condițiile în care spațiul lor de manevră politică era extrem de redus. Ideile lor difereau prea puțin de cele ale social-democrației și le ofera puține motive la o existență politică independentă. 
În SUA, PC(O) al lui Lovestone și-a schimbat numele în Liga Comunistă Idependentă a Muncii, iar mai apoi în Liga Independentă a Muncii, marcând astfel ruptura de comunism. Această ligă s-a scindat de două ori. Prima scindare a vut loc în anii de început, datorită refuzului majorității membrilor de a critica politica internă stalinistă, ceea ce a dus la plecarea lui Ben Gitlow din 1933. Mai târziu, o dispută internă dintre Lovestone și Bertram Wolfe asupra problemelor războiului a scindat a doua oară liga. În 1939, grupul a văzut în războiul care era pe cale să se declanșeze un conflict imperialist și s-a opus participării americane la conflagrație. Totuși, după înfrângerea Franței din 1940, poziția lui Lovestone a început să se schimbe, și deși se mai opunea încă intrării Americii în război, aproba însă ajutorului dat Angliei (cunoscut sub numele de programul Lend-Lease). În tot acest timp, Wolfe a continuat să sprijine politica mai veche antirăzboinică și izolaționistă. Odată cu trecerea timpului, erau din ce în ce mai puține motive ca Liga Independentă a Muncii să-și continue existență, atâta vreme cât politica lor era identică cu cea a social-democraților. La sfârșitul anului 1940, conducerea Ligii a hotărât să dizolve organizația, o rezoluție în acest sens fiind adoptată la ultima convenție din 28 și 29 decembrie. 
În tmpul celui de-al doilea război mondial, Opoziția Comunistă Internațională din Europa a dispărut și ea. Mișcarea puternică din Germania a fost obligată să treacă în ilegalitate în cel de-al treilea Reich, pentru a fi în cele din urmă distrusă. Mișcarea spaniolă a fost reprimată de Partidul Comunist Spaniol de orientare stalinistă și în cele din urmă distrusă definitiv de victoria fasciștilor lui Francisco Franco. În restul Europei ocupate de naziști nu a rezistat nici o organizație a opoziției de dreapta. În mod neașteptat, o facțiune a organizației suedeze conduse de Nils Flyg s-a apropiat de nazism în timpul războiului, pentru ca după încheierea conflagrației mondiale să dispară. 
Foștii sprijinitori ai opoziției de dreapta din SUA au intrat în rândurile aripii de dreapta a mișcării muncitorești și s-au angajat în activități anticomuniste, iar Lovestone a lucrat pentru mulți ani atât pentru AFL-CIO, cât și pentru CIA. În alte țări, membrii opoziției de dreapta s-au încadrat în curentul principal social-democrat antistalinist, sau, dimpotrivă, s-au aliniat politicii staliniste. 

### Listă a grupurilor asociate cu OCI
- Kommunistische Partei Deutschlands - Opposition (Germania)
- SKP AL Kihlbom (Suedia)
- Partidul Comunist (OPOZIȚIA) (SUA)